# Huarte
Huarte (baskijski: Uharte) – gmina w Hiszpanii, w Nawarze, o powierzchni 3,84 km². W 2011 roku gmina liczyła 6543 mieszkańców.